# Церква святих апостолів Петра і Павла (Поплави)
Церква святих апостолів Петра і Павла в Поплавах — парафія і храм Скалатського благочиння Тернопільської єпархії Православної церкви України в селі Поплави Тернопільського району Тернопільської области.

## Історія церкви
Датою заснування парафії вважається 1939 рік, коли було освячено хрест під будівництво храму. Однак, звести церкву тоді не вдалося, і жителі села відвідували скалатську церкву.
Власний храм у поплавчан з'явився 12 липня 2004 року, коли під нього переобладнали приміщення колишньої крамниці. Під керівництвом активістів Павла Лучишина та Євгена Горбаля, а також за допомоги парафіян Скалата, жителі села сумлінно працювали над будівлею. Декан римо-католицької церкви Михайло Яворський подарував новій святині церковний дзвін.
Значну допомогу в будівництві дзвіниці та огорожі надав Любомир Мандзій з Тернополя. Активну участь у спорудженні брала молодь села на чолі з Андрієм Орликом та Андрієм Станьковським. Наступним етапом у перетворенні приміщення є його перекриття та встановлення церковного купола.

## Парохи
- о. Віктор Борисюк (з ?).